# 隠れ菊
『隠れ菊』（かくれぎく）は、連城三紀彦の小説。1994年4月1日から1995年3月31日まで『静岡新聞』で連載され、1996年に新潮社から単行本が刊行された。第9回柴田錬三郎賞受賞作品。
たびたびテレビドラマされており、1996年にフジテレビ系で『ゆずれない夜』が、2016年にNHK BSプレミアムの「プレミアムドラマ」枠で同名連続ドラマが、2018年にテレビ朝日系で『あなたには渡さない』が放送されている。
また、1998年、1999年に芸術座でそれぞれ舞台化されている

## 登場人物
上島通子
主婦。旧姓立石。
上島旬平
通子の夫。料亭「花ずみ」の板長。
矢萩多衣
旬平の愛人。金沢の酒蔵「矢萩商店」の社長。
笠井芯太郎
通子の兄の友人。建設会社の社長。
上島キク
旬平の母。故人。「花ずみ」の名女将。
上島儀平
旬平の父。故人。
堀口八重
「花ずみ」の女将。
前田秀次
「勝浪」の板前。「花ずみ」の元板長。
矢場耕一
「花ずみ」の板前。
野沢伸五
大手繊維会社社長。かつての「花ずみ」の得意客。
上島優美
通子の娘。高校生。
上島一希
通子の息子。中学生。
立石啓介
通子の兄。
立石佐知子
啓介の妻。
吉岡鶴代
儀平の愛人。
吉岡純代
鶴代の娘。優美のクラスメート。
大角六扇
日本画の大家。
大瀬健策
「勝浪」の主。
秋葉謙三
「小松食堂」の主。
秋葉安代
秋葉謙三の妻。
山下剛ノ介
キクと関係があった国会議員。

## 書誌情報
- 隠れ菊（1996年2月、新潮社、ISBN 978-4-10-347506-4）
- 隠れ菊 上（1999年3月、新潮文庫、ISBN 978-4-10-140516-2）
- 隠れ菊 下（1999年3月、新潮社文庫、ISBN 978-4-10-140517-9）
- 隠れ菊 （上）（2013年7月、集英社文庫、ISBN 978-4-08-745095-8）
- 隠れ菊 （下）（2013年7月、集英社文庫、ISBN 978-4-08-745096-5）

## テレビドラマ

### フジテレビ版
『ゆずれない夜』（ゆずれないよる）と題して、フジテレビ系列（関西テレビ制作）で1996年10月15日から12月17日まで放送された。主演は賀来千香子。

### NHK版
NHK BSプレミアム「プレミアムドラマ」で2016年9月4日から10月23日まで毎週日曜22:00 - 22:49に放送された。主演は観月ありさ。

#### キャスト
- 上島 通子 - 観月ありさ[2]
- 矢萩 多衣 - 緒川たまき[2]
- 上島 旬平 - 前川泰之[2]
- 笠井 芯太郎 - 筒井道隆
- 堀口 千秋 ‐ 渡辺典子
- 前田 秀次 ‐ 木下ほうか
- 吉岡 鶴代 - 烏丸せつこ
- 大瀬 健策 - 榎木孝明
- 上島 キク - 松原智恵子

#### スタッフ
- 原作 – 連城三紀彦
- 脚本 - 国井桂
- 音楽 - 林祐介
- 制作統括 - 土屋勝裕（NHK）、玉江唯
- プロデューサー - 諸喜田由巳（イメージフィールド）
- 演出 - 伊藤匡史、麻生学、桑島憲司

#### 放送日程
| 各回   | 放送日   | ラテ欄                              |
| ------ | -------- | ----------------------------------- |
| 第1回  | 09月04日 | 料亭を舞台に女の戦いが、いま始まる! |
| 第2回  | 09月11日 | 愛人に夫を売り渡す妻の覚悟!         |
| 第3回  | 09月18日 | 女将の前に新たな敵が現れる!         |
| 第4回  | 09月25日 | 先代の愛人の秘密                    |
| 第5回  | 10月02日 | 女将に次々大問題が降りかかる        |
| 第6回  | 10月09日 | 愛人が明かす衝撃の秘密とは!         |
| 第7回  | 10月16日 | 妊娠発覚! 料亭女将最大の危機        |
| 最終回 | 10月23日 | 女将の秘策 最後に選ぶ道とは         |

| NHK BSプレミアム プレミアムドラマ            | NHK BSプレミアム プレミアムドラマ  | NHK BSプレミアム プレミアムドラマ                              |
| 前番組                                       | 番組名                             | 次番組                                                         |
| -------------------------------------------- | ---------------------------------- | -------------------------------------------------------------- |
| 受験のシンデレラ （2016年7月10日 - 8月28日） | 隠れ菊 （2016年9月4日 - 10月23日） | 山女日記 〜女たちは頂を目指して〜 （2016年11月6日 - 12月18日） |

### テレビ朝日版
『あなたには渡さない』（あなたにはわたさない）と題して、テレビ朝日系列で2018年11月10日から放送されている。主演は木村佳乃。

## 舞台版
芸術座の「東宝現代劇3・4月特別公演」として1998年と1999年の両年で公演された。

### 1998年版
「東宝現代劇3・4月特別公演」として、平成10年3月4日(初日)から4月30日(千穐楽)の日程で芸術座にて公演された。

#### 出演者 (出演順)
- 上島きく - 山田五十鈴
- 上島通子 - 十朱幸代
- 上島旬平 - 柴俊夫
- 堀口志津 (仲居頭) - 吉村実子
- 前田秀次(板前) - 河原崎健三
- 吉岡鶴代 - 曽我廼家鶴蝶
- たつ(仲居) - 竹尾美紀
- かよ(仲居) - 岡田里美
- きみ(仲居) - 森池夏弓
- 上島一希(交互出演) - 石川広大、高柳博
- 矢萩多衣 - 萬田久子
- 笠井芯太郎- 峰岸徹
- 社員 - 清水進一、石丸ひろし、佐藤太三夫
- 観光客 - 梅田智奈美、福島美香
- 店員 - 中村又一
- 棟梁 - 吉田光一
- 大工A - 源重之
- 大工B - 森田浩平
- 大工C - 佐藤太三夫
- 運送屋A - 丸野保
- 運送屋B - 石丸ひろし
- 花屋の店員 - 石川由理子
- 客・岩井 - 巌弘志
- 客・藤村 - 今藤乃里夫
- 客・水野 - 清水進一
- 客・井上 - 照井克也
- 雑誌記者・松田 - 大原康裕
- 野沢社長 - 内山惠司
- 佐知子 - 杉村暁
- 秘書・原田 - 山本大貴
- 立川 - 森田浩平
- 杉山 - 照井克也
- 客 - 偉田淑恵、石川由理子
- 客・若旦那 - 大原康裕
- 不動産屋 - 源重之
- 女性客 - 竹尾美紀、森池夏弓

#### スタッフ等
- 連城三紀彦 = 原作(新潮社刊)
- 堀越真 = 脚本
- 水谷幹夫 = 演出
- 演出補 - 北村文典
- 美術 - 朝倉摂
- 照明 - 塚本悟
- 音楽 - 津島利章
- 効果 - 井口潤
- 衣裳 - 八代泰二、宇野善子
- 美術助手 - 植村滋子
- 演出部 - 伏見悦男、東和始、阿部雅一、郷田拓実
- 制作 - 菅野悦晴、坂本義和

### 1999年版
「東宝現代劇3・4月特別公演」として、平成11年3月4日(初日)から4月30日千穐楽の日程で芸術座にて公演された。

#### 出演者(出演順)
- 上島きく - 山田五十鈴
- 上島通子 - 十朱幸代
- 上島旬平 - 柴俊夫
- 堀口志津 (仲居頭) - 吉村実子
- 前田秀次(板前) - 河原崎健三
- 吉岡鶴代 - 曽我廼家鶴蝶
- たつ(仲居) - 竹尾美紀
- かよ(仲居) - 岡田里美
- きみ(仲居) - 平山美奈
- 上島一希(交互出演) - 西田崇哲、鶴ヶ谷拓郎
- 矢萩多衣 - 池上季実子(三月)、小柳ルミ子(四月)
- 笠井芯太郎- 峰岸徹
- 社員 - 清水進一、石丸ひろし、佐藤太三夫
- 観光客 - 梅田智奈美、福島美香
- 店員 - 中村又一
- 棟梁 - 吉田光一
- 大工A - 源重之
- 大工B - 坂本小吉
- 大工C - 佐藤太三夫
- 運送屋A - 山本大貴
- 運送屋B - 石丸ひろし
- 花屋の店員 - 菊地彩
- 客・岩井 - 巌弘志
- 客・藤村 - 今藤乃里夫
- 客・水野 - 清水進一
- 客・井上 - 照井克也
- 松田(雑誌記者)- 大原康裕
- 野沢社長 - 内山惠司
- 佐知子(手伝い) - 杉村暁
- 原田(秘書)- 山本大貴
- 立川(テレビ局員)- 森田浩平
- 杉山(新聞記者) - 照井克也
- 客 - 武田文子、偉田淑恵、菊地彩
- 若旦那 - 大原康裕
- 不動産屋 - 源重之
- 女性客 - 竹尾美紀、平山美奈

#### スタッフ等
- 連城三紀彦 = 原作(新潮社刊)ー柴田錬三郎賞受賞ー
- 堀越真 = 脚本
- 水谷幹夫 = 演出
- 演出補 - 北村文典
- 美術 - 朝倉摂
- 照明 - 塚本悟
- 音楽 - 津島利章
- 効果 - 井口潤
- 衣裳 - 八代泰二、宇野善子
- 美術補 - 松野潤
- 演出部 - 山崎圓、東和始、阿部雅一、郷田拓実、水谷勝
- 制作 - 菅野悦晴、坂本義和
- 衣裳協力 - Yukiko Hanai